# 왜생이
왜생이(Caridina multidentata)는 새우의 일종이며, 전체적으로 투명해서 몸 안쪽이 보인다는 게 특징이다. 수초와 함께 있을 때 안전함을 느끼고 최대 5cm까지 자란다.
왜생이를 가리키는 이름으로 야마토 새우(Yamato shrimp, 일본 새우(Japanese shrimp), 아마노 새우(Amano shrimp),  조류 새우(algae shrimp.)등의 다른 이름이 있다. 1980년대 초에 다카시 아마노(天野尚, Takashi Amano)에 의해 수족관 설비에 도입되었다. 조류(algae)를 먹고 살기 때문에 수족관에서 청소용으로 사용되는데, 야마토새우를 잘 키우기 위해서는 단순히 수족관에 발생하는 조류 외에 부가적인 여러 동물성 단백질의 제공이 필요하다.